# Wustrow, Niedersachsen
Wustrow (Wendland) är en stad i Landkreis Lüchow-Dannenberg i förbundslandet Niedersachsen i Tyskland.
Staden ingår i kommunalförbundet Samtgemeinde Lüchow (Wendland) tillsammans med ytterligare 11 kommuner.